# Недвед, Ярослав
Ярослав Не́двед (чеш. Jaroslav Nedvěd; 24 сентября 1969, Либерец) — чешский хоккеист, выступавший на позиции защитника. Воспитанник клуба «Либерец». Брат Петра Недведа. До недавнего времени был ассистентом главного тренера в пражской «Спарте».

## Биография
Ярослав Недвед начинал играть в хоккей в юниорских командах клуба «Либерец». Позднее он попал в «Спарту», с которой добился наибольших успехов своей карьеры. С пражской командой Недвед дважды выигрывал золотые медали чешского чемпионата. Закончил карьеру в 2012 году, играя за команду чешской первой лиги «Бероуншти медведи». После окончания игровой карьеры был ассистентом тренера в Бероуне, тренировал юниорские команды «Спарты». С конца марта 2017 года — ассистент главного тренера основной команды «Спарты». В сезоне 2019/2020 помогал Уве Круппу, который являлся главным тренером пражского клуба до конца января 2020 года.

## Достижения

#### Командные
- Чемпион Чехии 2000 и 2002
- Чемпион Словении 2008
- Серебряный призёр чемпионата Чехии 2001
- Бронзовый призёр чемпионата Чехии 1996, 1997, 2003 и чемпионата Финляндии 1999

#### Личные
- Лучший защитник Экстралиги 2002
- Лучший бомбардир-защитник Экстралиги 2002 (37 очков) и чешской первой лиги 2011 (25 очков)

## Статистика
- Чешская экстралига — 603 игры, 297 очков (92 шайбы + 205 передач)
- Чешская первая лига — 200 игр, 115 очков (35+80)
- Азиатская лига — 72 игры, 80 очков (27+53)
- Финская лига — 61 игра, 27 очков (5+22)
- ИХЛ — 55 игр, 16 очков (3+13)
- Словацкая экстралига — 53 игры, 18 очков (7+11)
- Сборная Чехии — 17 игр, 1 очко (1+0)
- Чемпионат Австрии — 11 игр, 2 очка (0+2)
- Евролига — 10 игр, 6 очков (3+3)
- Российская суперлига — 9 игр
- Чешская вторая лига — 9 игр, 4 очка (1+3)
- Чемпионат Словении — 6 игр, 4 очка (0+4)
- Кубок Шпенглера — 4 игры, 1 очко (0+1)
- Лига восточного побережья — 2 игры, 2 очка (1+1)
- Всего за карьеру — 1112 игр, 573 очка (175+398)